# Senergy (Energieunternehmen)
Senergy, später LR Senergy, war ein schottisches Unternehmen aus Aberdeen, was auf Untergrunderforschung, Brunnenbau und -betrieb, Standortvermessung und Geoengineering, sowie Entwicklungslösungen für den Anlagenbau und Energietechnik spezialisiert war. Es wirtschaftete mit seiner Expertise auch im Bereich Erneuerbare Energien.

## Unternehmensentwicklung
Das Unternehmen wurde 2005 „mit 4 Mitarbeitern an einem Küchentisch“ gegründet und hatte im Jahr 2013 über 750 Beschäftigte. Der Umsatz des Geschäftsjahres 2012 betrug 121 Millionen Pfund (2009 noch 80 Millionen Pfund). Senergy hatte Niederlassungen in Großbritannien, Norwegen, dem Nahen Osten, Malaysia, Australien, den USA und Indonesien. Ein Drittel des Umsatzes wurde aus der Entwicklung und Verkauf von Software erzielt. Die Versicherer der Öl- und Gasbohrunternehmen boten eine Beitragsreduzierung an, wenn Fachleute von Senergy die Arbeiten begleiteten.
Im September 2013 gliederte sich das Unternehmen in den Mischkonzern Lloyd’s Register ein und trug bis zur vollständigen Verschmelzung 2016 den Namen „LR Senergy, A Member of the Lloyd’s Register group“. Der CEO zu dieser Zeit war James McCallum.

## Trivia
2011 intervenierte die Rechtsabteilung des Unternehmens bei RTL in Köln darauf, dass der Name Senergy im gerade abgedrehten Katastrophenfilm Bermuda-Dreieck Nordsee nicht erscheinen dürfe. In der Ursprungsfassung des Öko-Thrillers von Regisseur Nick Lyon (mit Hannes Jaenicke in der Hauptrolle), war ein korrupter Energiekonzern mit Namen „Global Senergy“ für finstere Machenschaften im Bereich unterirdischer Lagerung von CO2 verantwortlich. Diese Namensgleichheit, auch wenn der Name von den Machern frei erfunden wurde, war man nicht bereit zu akzeptieren. Der Film wurde daraufhin verändert.